# 桑斯索斯 (阿肯色州)
桑斯索斯（英語：Sans Souci）是位於美國阿肯色州密西西比縣的一個非建制地區。該地的面積和人口皆未知。

## 地理
桑斯索斯的座標為35°39′11″N 89°56′58″W / 35.65306°N 89.94944°W，而該地的平均海拔高度為73米（即239英尺）。